# Накадзіма Емі
Накадзіма Емі (яп. 中島 依美; нар. 27 вересня 1990) — японська футболістка. Вона грала за збірну Японії.

## Клубна кар'єра
У 2009 році дебютувала в «МЛАК Кобе Леонесса».

## Кар'єра в збірній
Дебютувала у збірній Японії 14 травня 2011 року в поєдинку проти США. У складі японської збірної учасниця жіночого чемпіонату світу 2019 року. З 2011 рік зіграла 78 матчів та відзначилася 14-а голами в національній збірній.

## Статистика виступів
| Збірна Японії | Збірна Японії | Збірна Японії |
| Рік           | Матчі         | Голи          |
| ------------- | ------------- | ------------- |
| 2011          | 2             | 0             |
| 2012          | 0             | 0             |
| 2013          | 7             | 1             |
| 2014          | 12            | 4             |
| 2015          | 3             | 1             |
| 2016          | 7             | 1             |
| 2017          | 15            | 2             |
| 2018          | 19            | 4             |
| 2019          | 13            | 1             |
| Загалом       | 78            | 14            |